# قران‌چای‌کندی (کلیبر)
قران‌چای‌کندی یکی از روستاهای زیبای استان آذربایجان شرقی است که در دهستان مولان بخش مرکزی شهرستان کلیبر واقع شده‌است.